# Nội các Campuchia

Biểu tượng của Hội đồng Bộ trưởng Campuchia.

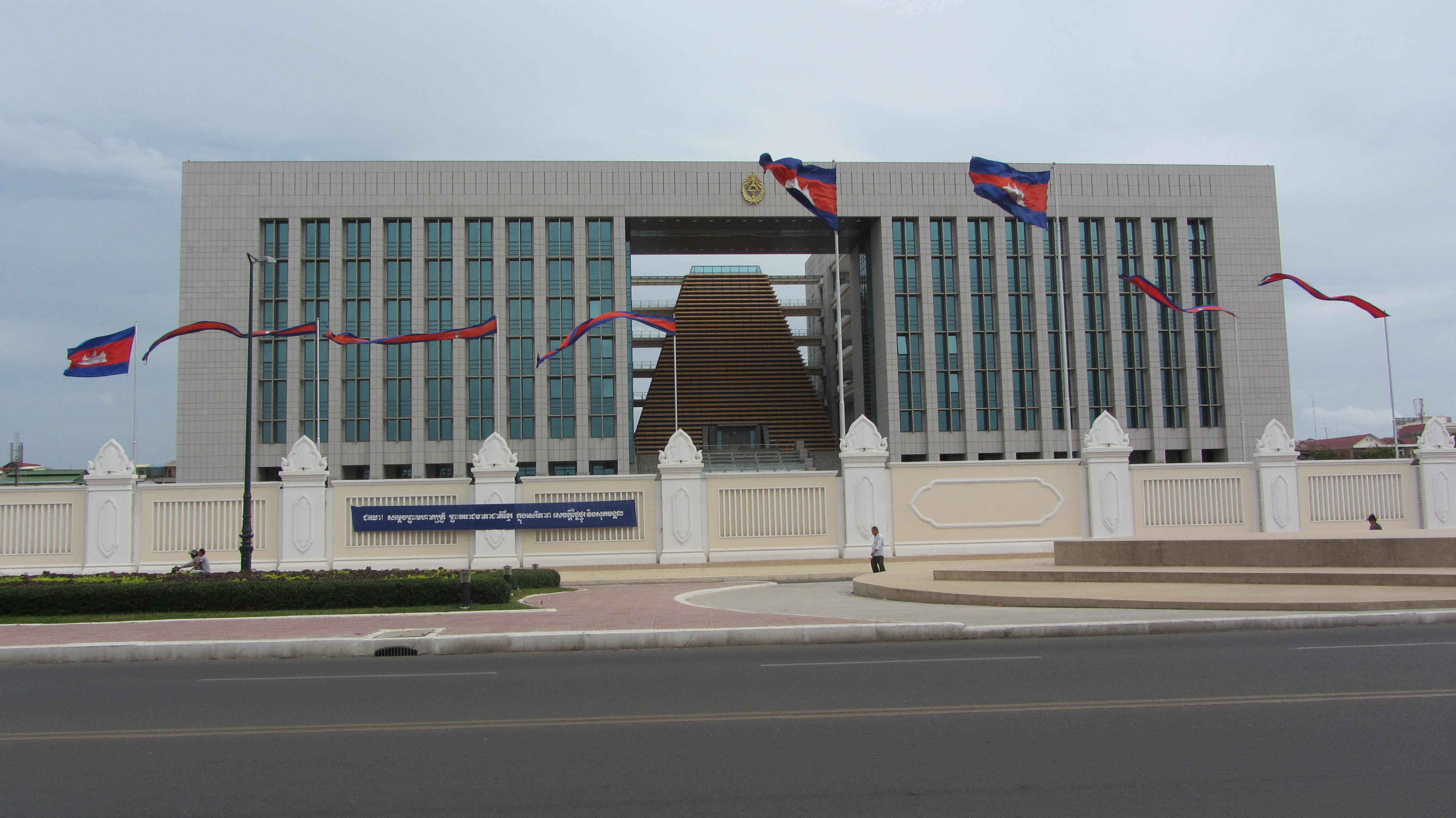
Văn phòng Hội đồng Bộ trưởng tại Phnôm Pênh nơi tổ chức các cuộc họp Nội các.

Nội các của Campuchia, hay còn gọi là Hội đồng Bộ trưởng (tiếng Khmer: គណៈរដ្ឋមន្ត្រី), là cơ quan hành pháp của Vương quốc Campuchia do Thủ tướng Campuchia đứng đầu, với sự trợ giúp của các Phó Thủ tướng, Bộ trưởng cao cấp, Bộ trưởng và các Thư ký Nhà nước. Các thành viên Nội các do Thủ tướng chỉ định và được Quốc vương bổ nhiệm.

## Vai trò
Chương VIII của Hiến pháp Campuchia quy định vai trò của Chính phủ Hoàng gia Campuchia.
- Điều 99: Hội đồng Bộ trưởng là Chính phủ Hoàng gia Campuchia. Hội đồng Bộ trưởng được lãnh đạo bởi một Thủ tướng với sự hỗ trợ của các Phó Thủ tướng, và bởi các Bộ trưởng Nhà nước, Bộ trưởng và Thư ký Nhà nước là các thành viên.
- Điều 100: Theo đề nghị của Chủ tịch và với sự đồng ý của cả hai Phó Chủ tịch của Quốc hội, Nhà Vua sẽ chỉ định một người trong số những đại diện của đảng cầm quyền để thành lập Chính phủ Hoàng gia. Hội đồng được chỉ định này hoặc các thành viên của các đảng phái chính trị phải là đại diện trong Quốc hội. Sau khi Quốc hội đã bỏ phiếu tín nhiệm, Nhà Vua sẽ ban hành một sắc lệnh của Hoàng gia (Kret) chỉ định toàn bộ Hội đồng Bộ trưởng. Trước khi nhậm chức, tất cả Hội đồng Bộ trưởng sẽ tuyên thệ theo quy định tại Phụ lục 6.
- Điều 101: Chức năng của các thành viên Chính phủ Hoàng gia không được xung khắc với các hoạt động chuyên môn trong thương mại và công nghiệp và với việc giữ bất kỳ vị trí nào trong ngành dịch vụ công.
- Điều 102: Các thành viên của Chính phủ Hoàng gia chịu trách nhiệm tập thể với Quốc hội về chính sách tổng thể của Chính phủ Hoàng gia. Mỗi thành viên của Chính phủ Hoàng gia sẽ chịu trách nhiệm cá nhân với Thủ tướng và Quốc hội về các chỉ đạo của mình.
- Điều 103: Các thành viên của Chính phủ Hoàng gia không được sử dụng các điều lệnh, bằng văn bản hay bằng lời nói của ai đó làm căn cứ để tự miễn trừ mình khỏi trách nhiệm của bản thân họ.
- Điều 104: Hội đồng Bộ trưởng họp phiên toàn thể mỗi tuần một lần hoặc trong một phiên làm việc. Thủ tướng sẽ chủ trì phiên họp toàn thể. Thủ tướng có thể chỉ định một Phó Thủ tướng làm chủ tọa phiên làm việc. Biên bản cuộc họp của Hội đồng Bộ trưởng được chuyển cho Nhà vua biết.
- Điều 105: Thủ tướng có quyền ủy nhiệm cho Phó Thủ tướng hoặc thành viên của Chính phủ Hoàng gia.
- Điều 106: Nếu chức vụ của Thủ tướng vắng mặt vĩnh viễn, Hội đồng Bộ trưởng được bổ nhiệm theo thủ tục được quy định trong Hiến pháp này. Nếu sự vắng mặt là tạm thời, một Quyền Thủ tướng Chính phủ sẽ được chỉ định.
- Điều 107: Mỗi thành viên của Chính phủ Hoàng gia sẽ bị trừng phạt bởi bất kỳ tội lỗi hoặc hành vi phạm tội mà mình đã phạm phải trong bổn phận của mình. Trong những trường hợp đó và với bổn phận của mình, Quốc hội quyết định áp dụng các biện pháp chống lại người đó trong thẩm quyền. Quốc hội sẽ quyết định về các vấn đề đó dù là một cuộc bỏ phiếu kín bằng đa số đơn giản.
- Điều 108: Tổ chức và hoạt động của Hội đồng Bộ trưởng được xác định bởi luật.

## Nội các hiện tại
Trong cuộc Tổng tuyển cử Campuchia 2013, Đảng Nhân dân Campuchia (CPP) dành 68 ghế, chiếm ưu thế so với 55 ghế của đảng đối lập Đảng Cứu quốc Campuchia (CNRP). Phiên khai mạc Quốc hội Campuchia - Hạ viện của Quốc hội lưỡng viện Campuchia khóa 5 dưới sự Quốc vương chủ trì Norodom Sihamoni đã bầu Nội các Campuchia khóa mới. Quốc hội một đảng (chỉ có sự tham dự của 68 nghị sĩ thuộc Đảng Nhân dân Campuchia, còn 55 nghị sĩ thuộc đảng đối lập Đảng Cứu quốc Campuchia không tham dự do tẩy chay kết quả bầu cử) đã bỏ phiếu cho Hun Sen làm Thủ tướng Chính phủ trong nhiệm kỳ 5 năm. Các thành viên của Hội đồng Bộ trưởng thứ 5 hiện tại đã tuyên thệ vào ngày 24 tháng 9 năm 2013.
Tất cả thành viên Nội các Hun Sen hiện tại đều thuộc Đảng Nhân dân Campuchia.